# Nada Vreček
Nada Vreček, slovenska učiteljica, * 20. 8. 1909, Škofja Loka, + 8. 10. 2006, Ljubljana. Pokopana na Travi.

## Odlikovanja in nagrade
Leta 1996 je prejela častni znak svobode Republike Slovenije z naslednjo utemeljitvijo: »za petinpetdesetletno zvesto delo na podružnični šoli na Travi in za vse dobro, kar je tam storila«.